# Лишение права управления транспортными средствами
Лишение права управления транспортными средствами — вид наказания, применяемый в Российской Федерации в рамках уголовного и административного законодательства.
В Уголовном кодексе РФ лишение права управления ТС предусмотрено в ст.47 УК РФ. Но чаще всего этот вид наказания применяется за совершение административных правонарушений, предусмотренных главой 12 КоАП РФ, в частности, за управление транспортным средством в состоянии опьянения, отказ от прохождения медицинского освидетельствования, выезд в нарушение ПДД на полосу встречного движения, оставление места ДТП, превышение скорости и некоторые другие нарушения Правил дорожного движения. В настоящее время[когда?] КоАП РФ предусматривает лишение права управления ТС по 29 составам административных нарушений.

## Введение лишения прав в СССР
В СССР изначально лишение прав было введено 24 мая 1956 года Постановлением Совета Министров РСФСР № 382 «О мерах борьбы с авариями на автомобильном транспорте и городском электротранспорте», которое предусматривало лишение прав на срок до 1 года за управление транспортом в нетрезвом состоянии. В настоящее время наказание за такое нарушение в России варьируется от полутора до трёх лет лишения прав.

Впоследствии, Указом Президиума Верховного Совета РСФСР от 19 июня 1968 года «Об усилении административной ответственности за нарушение правил дорожного движения по улицам городов, населённых пунктов и дорогам и правил пользования транспортными средствами» ответственность была резко расширена: лишать прав стали за 2 и более грубых нарушений ПДД в течение года, за ДТП, совершенное в результате грубого нарушения ПДД и за нелегальную работу таксистом — то есть использование автомобиля в целях наживы. Одновременно была усилена и ответственность за повторное управление транспортом в состоянии опьянения.

## Какого именно права лишают?
Следует учитывать, что лишение права управления транспортными средствами предусматривает, что гражданин, в отношении которого применено такое наказание, теряет именно само право управления, а не документ под названием «водительское удостоверение», которое изымают лишь для обеспечения исполнения наказания. Осуждённый в течение срока наказания не имеет права управления не только автомобилем, а любыми транспортными средствами, кроме ЖД транспорта. В том числе, он не может управлять снегоходами, тракторами, самолётами, кораблями и любыми другими транспортными средствами, для управления которыми требуется специальное разрешение. Если же разрешение не требуется, как например, для управления велосипедами, то осуждённый может ими управлять без ограничений.

## За что лишают водительских прав?
По состоянию на 2015 год в КоАП РФ предусмотрено 29 составов административных правонарушений, за совершение которых применяется наказание в виде лишения права управления транспортными средствами.  Посмотреть конкретные составы правонарушений можно в Главе 12 КоАП РФ, но в общем виде все правонарушения подразделяются на следующие основные подвиды:
- за управление транспортным средством в состоянии алкогольного или иного опьянения отказ от прохождения мед. освидетельствования;[источник не указан 1654 дня]
- осуществление выезда на встречную полосу движения;
- нарушение правил перевозки опасных грузов;
- нарушение правил перевозки организованной группы детей;
- завершение маневра «обгон» с пересечением «сплошной» линии;
- несоблюдение дорожных знаков;
- нарушение правил эксплуатации транспортных средств.

## Сроки лишения водительских прав
Срок лишения специального права не может быть менее одного месяца и более трех лет (ст. 3.8. КоАП РФ).
Однако важно помнить, что максимальный срок лишения прав за многократные нарушения ПДД не установлен, поэтому суды могут лишать водителей прав более чем на 10-20 лет.

## Уменьшение срока лишения прав
В настоящее время на рассмотрении Государственной Думы Федерального Собрания РФ находится законопроект о досрочном возврате прав . Данным законопроектом предусматривается возможность любых граждан, лишенных водительских прав на возврат своих водительских удостоверений досрочно. Однако для осуществления возврата прав необходимо соблюдение следующих основных условий:
- Суд должен признать, что нарушитель больше не нуждается в лишении прав, при этом учесть его примерное поведение и медицинское заключение (для тех, кто лишился удостоверения за управление транспортным средством в нетрезвом состоянии).
- Чтобы воспользоваться досрочным освобождением от наказания, должно пройти не менее половины указанного срока. То есть, в случае лишения прав на год, для их досрочного возврата должно пройти полгода.

УДО также может быть аннулировано, если водитель совершит повторное нарушение, за которое предписано наказание в виде лишения прав. В данном случае, придется дождаться окончания предыдущего срока лишения и только после этого вступит в силу новое наказание.
Для того, чтобы сократить срок лишения водительских прав, будет введена отдельная статья в КоАП РФ с номером 4.9 «Условно-досрочное освобождение от административного наказания в виде лишения специального права или дисквалификации».

## Возврат прав в судебном порядке
По результатам рассмотрения жалобы на постановление по делу об административном правонарушении, поданной лицом, привлеченным к административной ответственности, либо его представителем, защитником, а также протеста прокурора решение о лишении водительских прав может быть отменено вышестоящим судом при наличии оснований, установленных ст.ст. 24.5, 30.17 КоАП РФ, производство по делу прекращено, а право на управление транспортными средствами восстановлено.
Так, согласно обзору правовых позиций Верховного Суда Российской Федерации за первое полугодие 2017 года по 10 делам об административном правонарушении, предусмотренном ст. 12.8 КоАП РФ, решения судов о лишении водительских прав отменялись в связи с недоказанностью обстоятельств совершения административного правонарушения, отсутствием состава административного правонарушения, в таких случаях, когда в материалах дела отсутствовал акт медицинского освидетельствования, недостаточной концентрацией абсолютного этилового спирта в выдыхаемом воздухе, в связи с неправильной квалификацией действий водителя и в других случаях.